# Paco Mollá
Francisco Mollá Montesinos, més conegut com a Paco Mollá, (Petrer, Vinalopó Mitjà; 1 de març de 1902-22 de desembre de 1989) va ser un poeta valencià.

## Biografia
Francisco Mollá Montesinos va nàixer a Petrer l'1 de març de 1902, fill de Francisco l'Hereu i Magdalena, un matrimoni humil que vivia en el número 16 del carrer Agost.
El 1908, la família va emigrar al Brasil, per treballar a la zona de cafetars de São Paulo, on tampoc no va assistir a cap escola, però va aprendre a llegir i escriure malgrat el dur treball en la hisenda.
La lectura dels poetes portuguesos João de Deus Ramos, Antero de Quental i Teixeira de Pascoaes, juntament amb clàssics espanyols com a Fra Luis de León, a la meitat d'una naturalesa feraç, van inspirar els seus primers poemes. Però complerts els dihuit anys, la família va decidir tornar al seu lloc d'origen i Paco va deixar allí enterrades dues germanes, Cecilia i Magdalena, a més de deixar enrere el seu primer amor idealitzat, la bella Jandira. Instal·lats en el número 3 del carrer del carrer Major, de nou al poble que li va veure néixer per a orgull dels seus habitants, va aprendre l'ofici de muntador mecànic a la fàbrica de calçats de Rodolfo Guarinos, a Elda.
Va realitzar el servei militar a València i, per fi, el 1929 va contraure matrimoni amb Justa Beltrán Tortosa,amb qui no va tindre fills. En iniciar-se la contesa civil, es va allistar com a voluntari en Sanitat, va ascendir a sergent i, posteriorment, a comissari polític en el front del Guadarrama. Va ser allí on va morir el seu germà Bonifacio i on va contraure una greu malaltia pulmonar, les seqüeles de la qual arrossegaria al llarg de tota la vida. També va anar a parar a la presó, a pesar del fet que mai es va provar la seua implicació en la crema i destrucció de la capella de Rabosa, i en el Reformatori d'Adults d'Alacant va tindre la seua escola poètica, en companyia de presos com Francisco Ferrándiz Alborz, José Capilla, Jorge Llopis i Miguel Hernández, sota la guia de Vicente Clavel, situació que va reactivar la seua profunda vena poètica. Traslladat a Carabanchel, va eixir de presó el 16 de setembre de 1946 i la seua estimada Justa va anar a reunir-se amb ell. El 1950 van tornar a la vall i es van instal·lar a Elda, on va començar a col·laborar en periòdics i revistes de la comarca, fins que per fi va poder tornar a Petrer.
El 1967, va publicar els seus poemes en l'antologia titulada Cuando las yemas revientan al costat d'Enrique Amat, Gabriel García Romeu i el sacerdot Jesús Zaragoza, recopilador del volum. Al temps. van arribar Orto el 1975, Luz en la senda i Alma el 1980, Canciones del valle i Canciones del camino el 1988, així com Últimos poemas el 1991, publicat pòstumament. El poeta Paco Mollá va morir el 22 de desembre de 1989.
L'Ajuntament de Petrer organitza anualment el Certamen de Poesia Paco Mollá.

## Publicacions
- Cumbres (1950)
- Cuando las yemas revientan (1967)
- Orto (1975)
- Alma y otros poemas (1980)
- Luz en la senda: el alba incesante (1980)
- Canciones del Valle -mi tierra- (1988)
- Canciones del camino (1988)
- Últimos poemas (1991), pòstum.